# El joven Routy
El joven Routy (en francés, "Le jeune Routy") o El joven Routy en Céleyran es una pintura al óleo sobre lienzo de 30 x 49 cm realizada en 1883 por el pintor francés Henri de Toulouse-Lautrec. Se conserva en el Museo Toulouse-Lautrec de Albi.
Extendiéndose tras el murete bajo en el que se sienta el modelo, el paisaje es probablemente el más hermoso pintado por Lautrec, y explica perfectamente el pensamiento que el artista tenía sobre el paisaje, es decir, usarlo como complemento para comprender mejor la personalidad de la figura.
La obra aún refleja las enseñanzas académicas de Léon Bonnat, quien aconsejaba a sus alumnos que no mezclaran demasiado los colores en la paleta para hacer más brillante el tema.
El campesino representado, ocupado en tallar una rama en un momento de asueto, es uno de los muchos peones que trabajaban en las haciendas familiares, de hecho los condes de Toulouse pertenecían a la típica aristocracia terrateniente de provincias, que sacaba provecho de sus haciendas en el Midi y Gironda.
Durante las vacaciones de verano, el joven Lautrec practicaba retratando campesinos por el pago de 75 céntimos la sesión.